# Ossaea marginata
Ossaea marginata là một loài thực vật có hoa trong họ Mua. Loài này được (Desr.) Triana mô tả khoa học đầu tiên.